# Plastoglobulus
Een plastoglobulus (meervoud; plastoglobuli) is een bolvormig lichaampje bestaande uit lipiden en eiwitten dat voorkomt in het stroma van chloroplasten. Plastoglobuli zijn ongeveer 45 tot 60 nanometer in lengte. Ze zijn omgeven door een enkele laag lipiden. Plastoglobuli kunnen in grote aantallen voorkomen in chloroplasten, met name wanneer deze oxidatieve stress ondergaan, of wanneer deze ouder worden en overgaan in gerontoplasten. Plastoglobuli variëren in grootte onder dergelijke omstandigheden. Ook etioplasten bevatten plastoglobuli, maar ze nemen in aantal af naarmate de etioplasten zich ontwikkelen tot chloroplasten.
Plastoglubuli bevatten structuureiwitten en enzymen die betrokken zijn bij lipidesynthese en stofwisselingsprocessen. Ze bevatten veel verschillende lipidederivaten, waaronder plastochinon, vitamine E, carotenoïden en chlorofylen.
In het verleden dacht dat plastoglobuli vrij rondzweefden in het stroma, maar tegenwoordig vermoed men dat ze permanent zijn vastgehecht aan thylakoïden, in een dergelijke configuratie dat de plastoglobulus in staat stelt zijn inhoud met het thylakoïdesysteem uit te wisselen. Bij de meeste volwassen chloroplasten zijn de plastoglobuli los van elkaar door het stroma verspreid. In oudere chloroplasten hebben plastoglobuli juist de neiging om zich te clusteren.
Plastoglobuli zijn in feite uitstulpingen van de thylakoïden; ze laten het thylakoïdensysteem nooit los. Vrijwel alle plastoglobuli vormen zich op of nabij de sterk gekromde randen van de thylakoïdeschijven. Ze komen ook vaker voor op stromale thylakoïden dan op granumthylakoïden.